# ペトロフスキー・ザヴォート駅
ペトロフスキー・ザヴォート駅（ロシア語: Станция Петровский Завод）は、ロシア連邦ザバイカリエ地方ペトロフスク＝ザバイカルスキーにある、ロシア鉄道（РЖД）の駅。シベリア鉄道上の駅であり、長距離列車やエレクトリーチカが停車する。エレクトリーチカは当駅で西方面（ウラン・ウデ行き）と東方面（ヒロク行き）で系統が分断されている。
当駅はザバイカリエ鉄道支社管轄であるが、当駅からイルクーツク方面は東シベリア鉄道支社の管轄となり、当駅とキジャ駅の間にある5780〜5781km地点が東シベリア鉄道支社とザバイカリエ鉄道支社の境界となっている。

## 隣の駅
ロシア鉄道
シベリア鉄道
1・2列車（ロシア号）
ゴルホン駅 - ペトロフスキー・ザヴォート駅 - バダ駅
7・8列車、11・12列車
ノヴォイリインスキー駅 - ペトロフスキー・ザヴォート駅 - バダ駅
69・70列車
キジャ駅 - ペトロフスキー・ザヴォート駅 - バリャガ駅
269・270列車
ウラン・ウデ駅 - ペトロフスキー・ザヴォート駅 - ノヴォパヴロフカ駅
エレクトリーチカ（ウラン・ウデ方面）
キジャ駅 - ペトロフスキー・ザヴォート駅
エレクトリーチカ（ヒロク方面）
ペトロフスキー・ザヴォート駅 - デカブリスティ駅